# Matt Gallant
Matthew Gallant, conocido como "Matt Gallant" (nacido el 25 de junio de 1964) es un presentador de televisión estadounidense. Él es conocido como el expresentador de Videos Divertidos de Animal Planet en Animal Planet. También se ha desempeñado como juez invitado en varios programas de televisión con otros animales y mascotas.

## Inicios de su carrera
Nacido en Syracuse,  Nueva York y criado en Westport, Connecticut, Gallant estudió  comunicaciones y teatro en la Universidad de Rhode Island en Rhode Island, Estados Unidos.En su último año, Gallant trabajó en el departamento de información deportiva y transmite desde universidades baloncesto y  fútbol. Él llevó a cabo una prácticas que cubre noticias deportivas del Canal 6 en Providence, Rhode Island.
Después de graduarse, Gallant se trasladó a Nueva York, donde se convirtió en un presentador de NBC y se llena de espectáculos públicos, tales comoLate Night with David Letterman . Luego contrató a un agente que logró conseguir pequeños papeles en anuncios de televisión y Telenovelas. Luego pasó a Los Ángeles, donde hizo una audición para un papel pequeño. Al final, Gallant alojado en un par de shows, incluyendo X-Treme energía, El planeta es más divertido, animales, y American Inventor .
Gallant se encuentra activo en las organizaciones de niños, como el Make a Wish Foundation, donde ayuda a salir y pasar tiempo con los niños.
Actuó en la película Good Burger (Buena Hamburguesa), 1999 (Kenan y Kel) como periodista y entrevistador del jugador de basket Shaquille O'Neal